# 伊波邦准
伊波 邦准（いは くにちか、1972年11月17日 - ）は、日本のプロゴルファーである。川上典一と師弟関係。

## 来歴
1972年11月17日、沖縄県生まれ。専修大学出身。15歳でゴルフを始める。森川ゴルフガーデン所属。趣味はドライブ。
2003年にプロテスト合格。プロテスト時点の得意クラブはパター。

## 戦績
- 2009年 日本オープンゴルフ選手権競技 CUT 104位 T
- 2008年 日本オープンゴルフ選手権競技  CUT 82位 T
- 2006年 日本オープンゴルフ選手権競技  61位 T
- 2006年 九州オープンゴルフ選手権 3位 T
- 2005年 第7回トヨタカップ優勝[要出典]
- 1993年 日本学生ゴルフ選手権競技 CUT 71位 T
- 1992年 日本学生ゴルフ選手権競技 CUT 55位 T